# Haunter
Haunter (bra Assombrada pelo Passado) é um filme franco-canadense de 2013, dos gêneros terror, drama e suspense, dirigido por Vincenzo Natali.